# Притуляни
Притуляни (словац. Prituľany) — село в Словаччині, Гуменському окрузі Пряшівського краю. Розташоване в північно-східній частині Словаччини.

## Історія
Давнє лемківське село. Уперше згадується у 1454 році.

## Пам'ятки
У селі є греко-католицька церква святих Козми і Дам'яна з 1925 року в стилі необароко.

## Населення
| Рік:            | 1993 | 2003     | 2013     | 2023     |
| --------------- | ---- | -------- | -------- | -------- |
| Кількість осіб: | 88   | 67       | 57       | 35       |
| Різниця:        |      | -23,86 % | -14,92 % | -38,59 % |

| Рік:            | 2022 | 2023 |
| --------------- | ---- | ---- |
| Кількість осіб: | 35   | 35   |
| Різниця:        |      | +0 % |

В селі проживає 51 особа.
Національний склад населення (за даними останнього перепису населення — 2001 року):
- русини — 82,09 %
- словаки — 16,42 %

Склад населення за приналежністю до релігії станом на 2001 рік:
- греко-католики: 91,04 %,
- римо-католики: 5,97 %,
- не вважають себе віруючими або не належать до жодної вищезгаданої церкви: 2,98 %.